# Туліглови (Люблінське воєводство)
Туліглови (пол. Tuligłowy) — село в Польщі, у гміні Красностав Красноставського повіту Люблінського воєводства.
У 1975-1998 роках село належало до Холмського воєводства.